# Sundholmen och Viskabacka
Sundholmen och Viskabacka är en av SCB avgränsad och namnsatt småort i Marks kommun. Den omfattar bebyggelse i de två sammanväxta byarna i Horreds socken. Småorten har 94 invånare (2023).
Genom bebyggelsen rinner Viskan och 2 kilometer söder om ligger tätorten Horred. Flera fornfynd från sten- och bronsålder finns längs Viskans lopp utanför orten. Viskadalsbanan går förbi bebyggelsen med närmsta station i Horred.